# Jamides celeno
A Cerulean Comum (Jamides celeno) é uma pequena borboleta encontrada em Índia pertencente a família Lycaenidae.
Como muitas borboletas tropicais, esta espécie mostra polifenismo sazonal, com a aparência diferente entre adultos de acordo com a época.
Plantas alimentícias não incluem o Atylosia albicans.

## Galeria de imagens

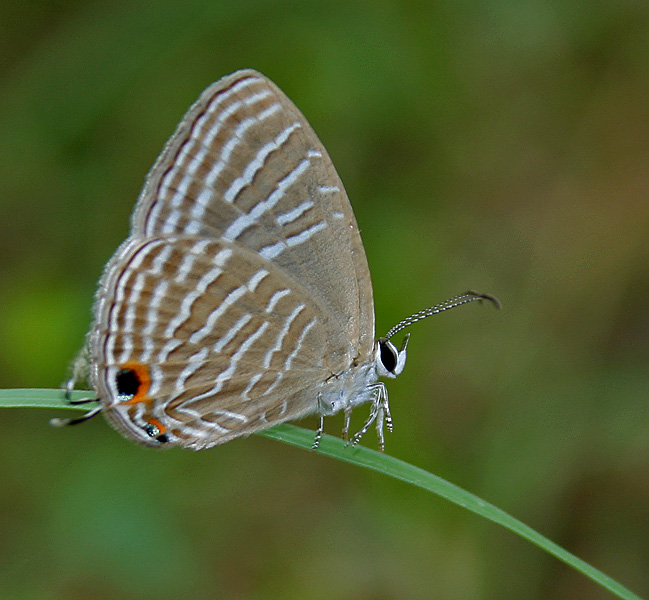
Na floresta de Talakona, Distrito de Chittoor em Andhra Pradesh, Índia.
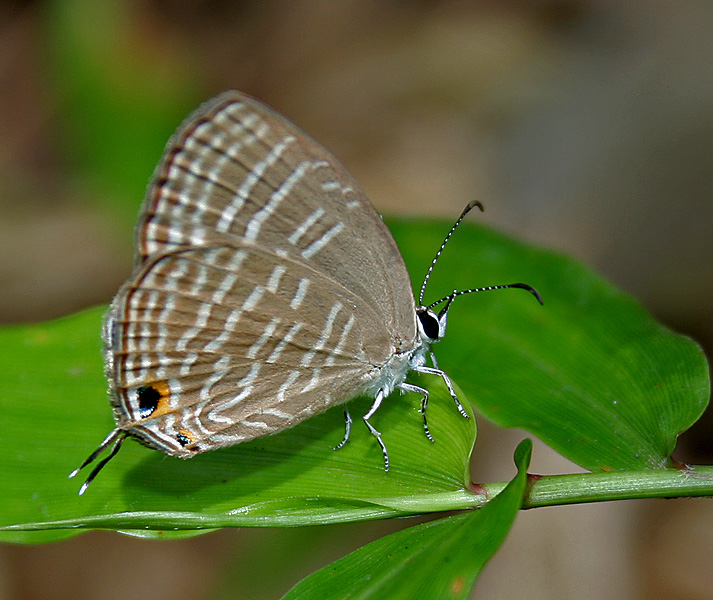
Espécie na floresta de Talakona, no Distrito de Chittoor em Andhra Pradesh, Índia.
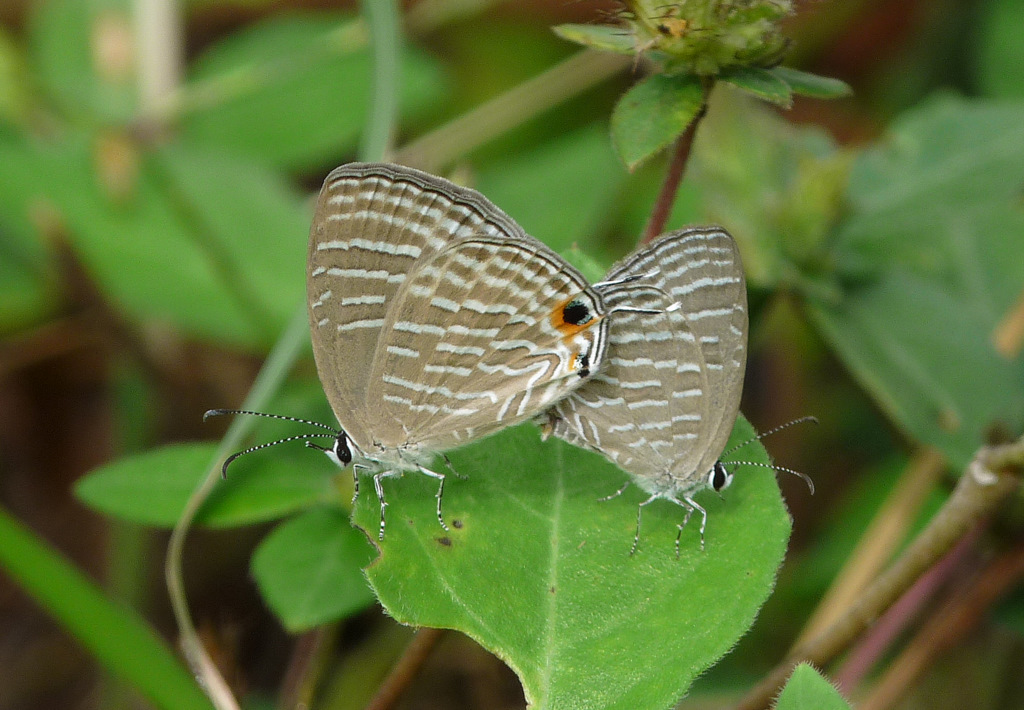
No Distrito de Nilgiris, Tamil Nadu, na Índia
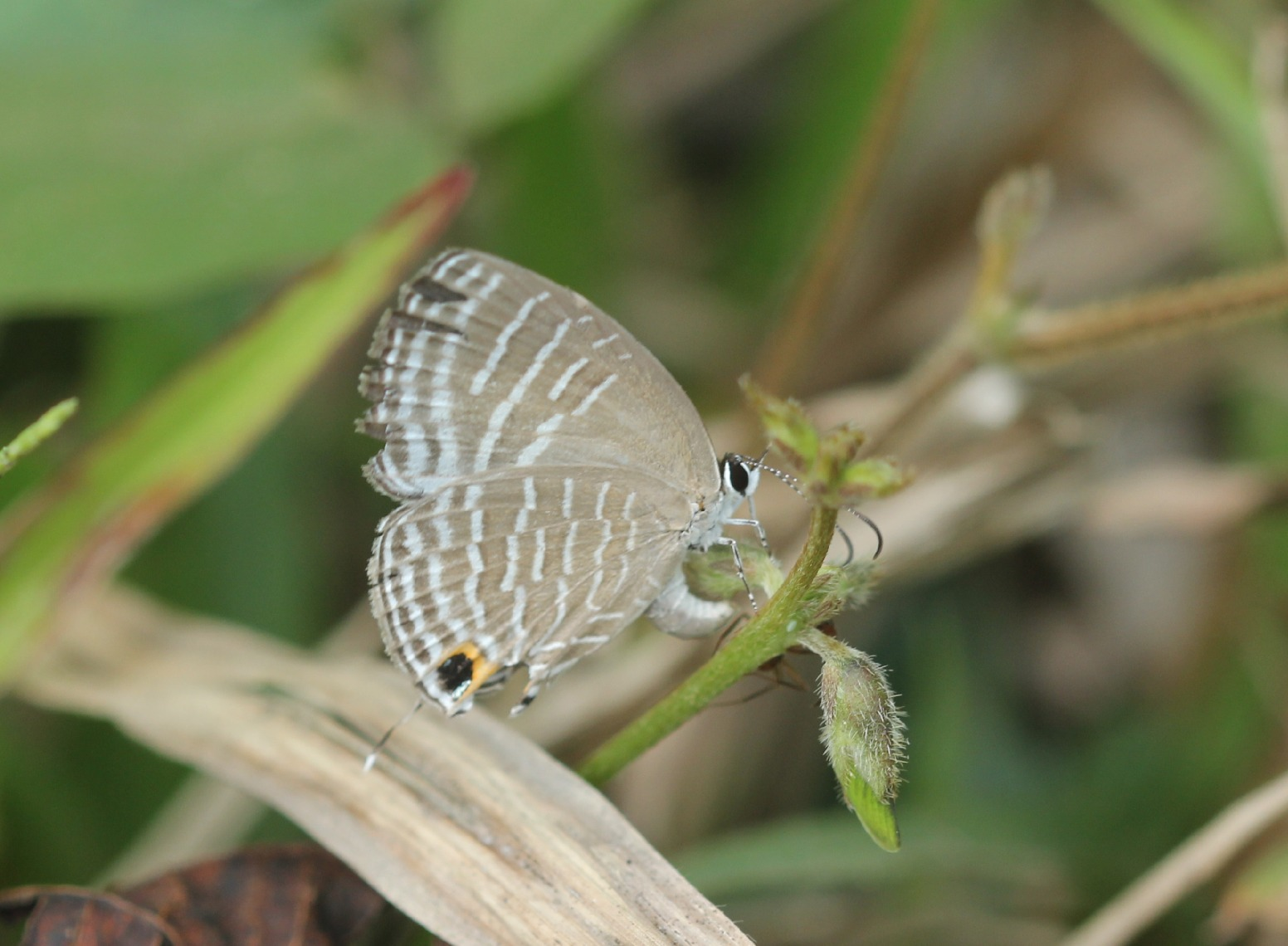
Postura de ovos encontrados no Monte Harriet Parque Nacional Ilhas Andamão, na Índia